# クシム
クシム(英語: Kushim)とは、現在確認できる名前が存在する地球最古の人間である。名前を持つ人類史上最初の人物であることに加え、記録に残る世界最古の歴史上人物及び個別認知可能な最古の固有人物であり、人間に名を付けるといった文化及び概念の祖にあたる。なお、諸説あるため確言はできないが、「クシム」 という名前は、紀元前3500–3200年頃古代メソポタミア文明においてシュメール人が取引の記録を取る際に使用した、粘土板の一つであるKushim Tabletから発見された。
今から約5500年前頃に記録された「クシム」という名前は、古代メソポタミア文明における18枚の粘土板から確認され、食料取引を管理していた人物、会計士、ビール醸造における原材料倉庫の管理者、もしくは何かしらの組織を指していると推測されているが、後者である可能性は低いとの意見が多々ある。なお人名最古説及び人的固有名詞最古説として取り上げられる事例の中で最も有力とされる。性別は不明であるが、男性説が有力である。